# مرحلة تانر
مرحلة تانر  (بالإنجليزية: Tanner scale)‏ هو مقياس للنمو البدني لدى الأطفال والمراهقين والبالغين. وهو ينسب لطبيب الأطفال البريطاني جيمس تانر، ويستخدم لقياس مختلف جوانب التطور الفيزيائي للطفل اعتماداً على جنسه، عمره وطوره البلوغي، مثل حجم الثديين والأعضاء التناسلية، وحجم الخصية وتطور شعر العانة.
نتيجة للتفاوت الطبيعي يمر الأفراد من خلال المراحل/المقياس بمعدلات متباينة، وهذا يرتبط بصفة خاصة بتوقيت سن البلوغ. ويستخدم المقياس في علاج فيروس نقص المناعة البشرية لتحديد أي حمية علاجيّة يمكن اتباعها (الكبار والمراهقين أو الأطفال).
تبعاً لعامل شعر العانة يتم تصنيف الحالة تبعاً لغزارته بحيث بأخذ رقماً معتمداً في المقياس فالرمز تانر 1 في هذا المجال يعني انعدام شعر العانة نهائيّاً والرمز 5 يعني امتداد شعر العانة إلى السطح الانسي للفخذين.

## تعريفات المراحل

### الأعضاء التناسلية (الذكور)
تانر 1

نمو القضيب والخصية بالمل حسب المقياس

حجم الخصية أقل من 1.5 مل. العضو الذكري صغير (3 سم أو أقل) (يكون العمر بالعادة 9 سنوات وما دون)
تانر 2
حجم الخصية بين 1.6 و 6 مل. تقل كثافة الجلد على كيس الصفن ويحمر الكيس ويوسع. طول العضو الذكري دون تغيير (العمر 9-11)
تانر 3
حجم الخصية بين 6 و 12 مل. يتوسع كيس الصفن ويبدأ القضيب بالإطالة إلى حوالي 6 سم (العمر 11-12.5)
تانر 4
حجم الخصية بين 12 و 20 مل. كيس الصفن يتوسع ويعتم (يميل اللون إلى السواد). يزداد طول القضيب إلى 10 سم (العمر 12.5- 14)
تانر 5
حجم الخصية أكبر من 20 مل. كيس الصفن يكتمل البلوغ ويكون طول القضيب 15 سم (العمر +14)

### الثدي (الأنثى)
نهود 1

رسم توضيحي لمقياس تانر عند الإناث.

لا أنسجة غددية: تتبع الحلمة ملامح جلد الصدر (بالعادة يكون سن 10 وأصغر)
نهود 2
تبرعم الثدي (تشكل النهود) وتبدأ الهالة بالاتساع (10-11,5)
نهود 3
يصبح الثدي أكثر بروزاً ويمتد أبعد من حدود الهالة (العمر 11,5 حتى 13)
نهود 4
زيادة حجم الثدي وارتفاعه، تشكل الهالة والحلمة وتشكل كتلة ثانوية بارزة حول محيط الثدي (13–15)
نهود 5
يصل الثدي إلى الحجم النهائي للبالغين، تعود الهالة إلى وسط محيط الثدي مع حلمة بارزة (15+)

### شعر العانة (ذكور وإناث)
تانر 1
لا شعر عانة على الإطلاق (سن 10 وأصغر)
تانر 2
نمو شعر خفيف عند مؤخرة القضيب وكيس الصفن (ذكور) أو على الشفرين الكبيرين (إناث) (10–11.5)
تانر 3
يكون الشعر أكثر خشونة ومجعد، ويبدأ في التوسع أفقياً (سن 11,5 حتى 13)
تانر 4
ظهور شعر مثل الرجال البالغين ولكن لا يمتد للجانب الداخلي للفخذين. (العمر 13–15)
تانر 5
امتداد شعر العانة ليصل إلى الجانب الداخلي للفخذين (العمر 15+)